# Problème de la platitude
Platitude redirige ici. Pour la notion de platitude en géométrie algébrique, voir Module plat.
 (septembre 2013).
Le problème de la platitude est présenté de façon coutumière comme la difficulté pour les théories d'expliquer que l'espace paraisse plat, c'est-à-dire que sa courbure ne soit pas détectable. En vérité le problème de la platitude témoigne de l'impossibilité pour nos théories actuelles de faire cohabiter le temps de Planck et l'âge de l'univers. 

## Tous les univers naissent plats

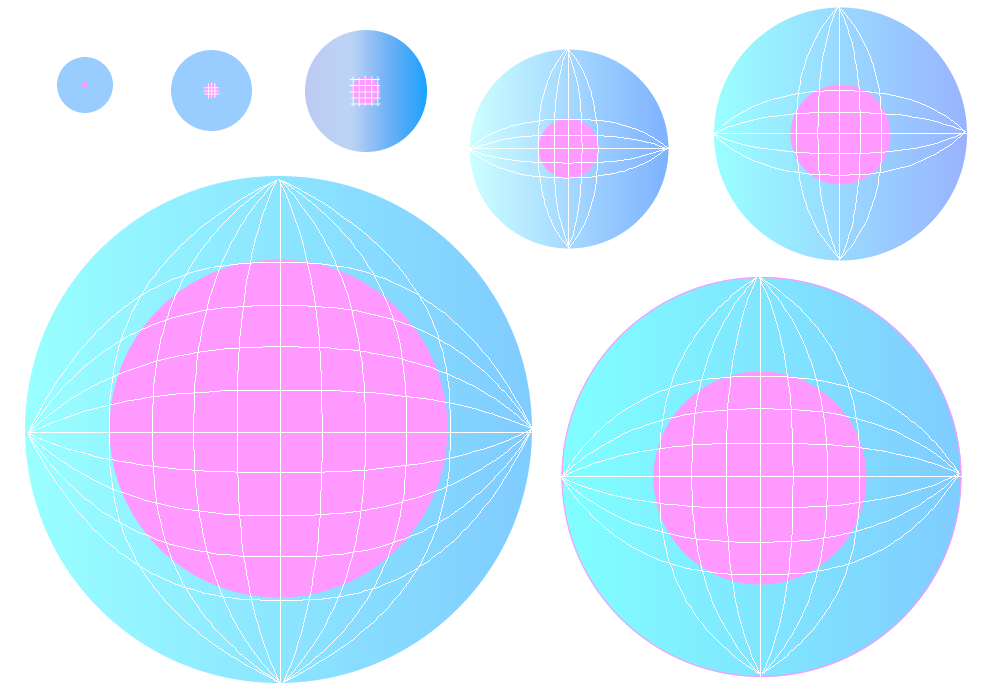
La perception de la courbure d'une sphère dépend de la taille relative de la région sur laquelle on la mesure. Lorsque cette taille augmente, la courbure devient de plus en plus visible. La surface sphérique illustre l'univers en expansion et la calotte colorée représente la partie observable, dont la taille relative augmente avec le temps (Attention : l'Univers n'est pas une sphère. Il est représenté ici par une surface).

Dans les modèles de Friedmann tous les univers apparaissent comme « plats » (de courbure spatiale nulle) à leur naissance. Autrement dit leur courbure initiale, bien que présente, est indétectable. Ce phénomène est dû au fait que la portion visible de l'espace est petite devant le rayon de courbure. C'est la même situation que sur Terre : la courbure de la Terre, dont le rayon fait plus de  6 000 kilomètres, n'est pas détectable à l'échelle d'un jardin d'une centaine de mètres de large. En revanche cette courbure est manifeste à l'échelle du millier de kilomètres. Cette situation est illustrée sur l'image ci-contre.
Physiquement parlant la portion visible d'un univers en un point est bornée par l'horizon cosmologique en ce point et il est par conséquent impossible de sonder l'univers au-delà de cette distance. Dans les modèles de Friedmann il se trouve que dans les premiers instants l'horizon en un point est infiniment (mathématiquement parlant) plus petit que le rayon de courbure de l'univers au même instant, de sorte qu'il est impossible de mesurer cette courbure (bien qu'elle existe à plus grande échelle). Ainsi par exemple est-il impossible au départ de distinguer entre un univers fermé et un univers ouvert. On parle parfois d'un univers qui hésiterait entre ouvert et fermé mais ce verbe n'a guère de sens. Un univers donné est bien évidemment soit ouvert (et infini) soit fermé (et fini) : que sur une certaine portion d'espace, forcément limitée, on distingue ou non sa courbure est une autre question. 
Toujours dans ces modèles, au fur et à mesure que l'expansion se poursuit l'horizon recule et devient du même ordre de grandeur que le rayon de courbure. Par conséquent la courbure finit par se dévoiler.
Puisque tous les univers paraissent plats à leur naissance, il est faux de penser que notre propre Univers serait exceptionnel sous cet aspect. Le principe anthropique qui se réclame de l'idée que notre Univers serait ajusté de façon miraculeuse afin de réaliser cette condition de platitude semble donc scientifiquement infondé.

## La question de la densité
Il est courant de dire que c'est la valeur de la densité qui détermine le signe de la courbure de l'univers. En deçà de la densité critique l'univers est ouvert, au-delà il est fermé. Dans le premier cas la densité de matière est incapable de contenir l'expansion, laquelle se poursuit indéfiniment. Dans le second la quantité de matière est suffisante pour freiner complètement l'expansion et amener l'espace à se contracter, précipitant alors les galaxies les unes sur les autres vers le Big Crunch.
La densité critique est un paramètre dépendant directement du taux d'expansion de l'univers, taux mesuré par la constante de Hubble {\displaystyle H}. À taux d'expansion donné (c'est-à-dire à constante de Hubble donnée) les univers ouverts ont une densité inférieure à la densité critique tandis que les univers fermés ont une densité supérieure à la densité critique.
Mais de la même façon que la courbure spatiale est indétectable aux premiers instants, de même les équations de Friedmann montrent que la densité réelle est simultanément extrêmement voisine de la densité critique, au point qu'il est impossible de distinguer au départ entre univers ouvert et univers fermé. Les choses sont donc physiquement cohérentes : un univers ne manifeste son genre (ouvert ou fermé) qu'au bout d'un certain temps.
Il est facile de chiffrer le degré de précision avec lequel l'égalité entre densité réelle et densité critique est réalisée au Big Bang. L'écart infime entre ces deux grandeurs dépend du rapport entre le temps {\displaystyle \tau } auquel on se place et un temps caractéristique {\displaystyle T} de l'univers considéré. L'âge de notre Univers étant de l'ordre de 1017 secondes, si l'on se place (comme le font d'ordinaire les cosmologistes) au temps de Planck, vers 10-43 secondes, le rapport {\displaystyle \tau /T} est de l'ordre de 10-60 et il n'est pas étonnant dans ces conditions que certains en arrivent à considérer cette sorte d'ajustement entre les deux densités comme miraculeux.

## Le problème de la platitude
Il serait absurde de penser qu'on change de type d'univers en changeant de densité : un univers ouvert (infini) est ouvert, un univers fermé (fini) est fermé. Ce n'est pas en ajoutant de la matière qu'un univers infini va devenir fini. C'est la densité qui s'ajuste : elle n'est pas un paramètre libre. Sous cet angle il est incorrect de dire que la densité « détermine », au sens de « dicte », le type de l'univers. 
Une façon correcte de caractériser la situation est la suivante. Le problème de la platitude surgit parce que l'on tente d'appliquer les équations d'Einstein relatives à la courbure de l'espace-temps à une époque, l'ère de Planck, où cette courbure perd vraisemblablement toute signification. Les physiciens s'accordent pour reconnaître l'incompatibilité entre la mécanique quantique et la relativité générale, un divorce qui dénie à la physique le pouvoir de décrire les tout « premiers instants » de l'univers, et notamment les conditions initiales auxquelles auraient été soumis l'espace-temps et la matière-énergie. C'est cette incompatibilité et l'insuffisance de nos théories actuelles que traduit le problème de la platitude.